# Stingray (serie televisiva 1964)
Stingray, nota anche come Stingray - Pattuglia acquanautica di sicurezza, è una serie televisiva britannica del 1964, creata da Gerry e Sylvia Anderson, realizzata con la tecnica supermarionation.
La serie è stata trasmessa per la prima volta nel Regno Unito su ATV dal 4 ottobre 1964 al 27 giugno 1965, per un totale di 39 episodi ripartiti su una stagione.
In Italia la serie è stata trasmessa parzialmente su Rai 1 dal 1974. Nel 1980 è stata ritrasmessa integralmente sulle reti locali in syndication.

## Trama
Nel tardo XXI secolo l'Umanità è in contatto con delle civiltà aliene che popolano gli abissi oceanici, tra le quali l'ostile Titania, regnata dal sinistro Titan. La WASP, Water Aquanautical Security Patrol, capitanata da Troy Tempest, a bordo del sottomarino Stingray, sventa le incursioni dei natanti nemici, dal bizzarro aspetto zoomorfo. La bellissima e muta Marina, creatura degli abissi, è ospite del comando dell'organizzazione, per la quale Tempest ha un debole. Atlanta, figlia del paraplegico Sam Shore, comandante della WASP, è doppiata da Lois Maxwell, nota interprete di Miss Moneypenny nella serie 007. Il volto di Titan è sul modello dell'attore Laurence Olivier.

## Personaggi
- Capitano Troy Tempest, voce originale di Don Mason e Gary Miller (canto), italiana di Franco Latini.
- Tenente George Lee 'Phones' Sheridan, voce originale di Robert Easton, italiana di Roberto Del Giudice e Giovanni Petrucci.
- Surface Agent X-2-Zero, voce originale di Robert Easton.
- Comandante Sam Shore, voce originale di Ray Barrett, italiana di Giuseppe Fortis, Giancarlo Padoan e Franco Latini.
- Sottotenente John Horatio Fisher, voce originale di Ray Barrett, italiana di Massimo Rossi, Luciano Roffi e Franco Latini.
- Re dei Titani di Titanica, voce originale Ray Barrett, italiana di Massimo Dapporto.
- Tenente Atlanta Shore, voce originale Lois Maxwell.
- Oink, voce originale di David Graham.

## Episodi
| Stagione       | Episodi | Prima TV originale | Prima TV Italia |
| -------------- | ------- | ------------------ | --------------- |
| Prima stagione | 40      | 1964-1965          | 1974-1980       |